# Resynchronisation cardiaque

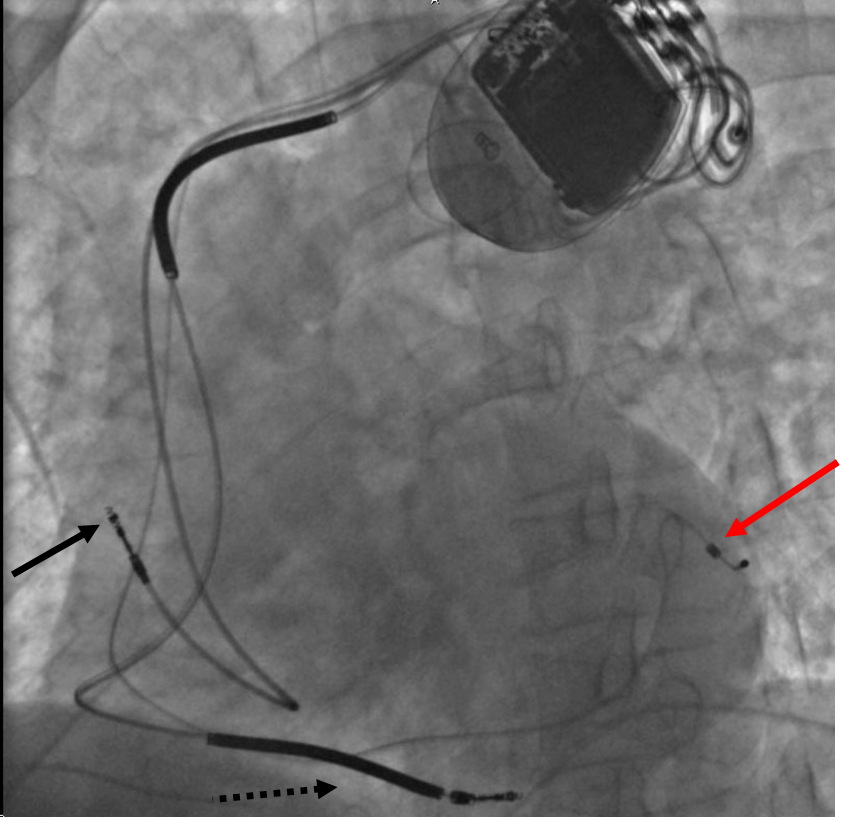
Stimulateur cardiaque posé pour une resynchronisation cardiaque.

La resynchronisation cardiaque est une technique de traitement de l'insuffisance cardiaque par pose d'un stimulateur cardiaque spécial permettant la délivrance d'une stimulation électrique simultanée sur plusieurs points des ventricules. Elle est appelée également stimulation multisite.
Cette fonction de resynchronisation peut être couplée à une fonction de défibrillateur automatique implantable, donnant un défibrillateur multi site.

## Historique
Depuis les premières publications de l’équipe française du Val d'Or dès 1995, la stimulation cardiaque multisite s’est imposée comme un traitement incontournable de certains cas d'insuffisance cardiaque systolique.
Les premiers stimulateurs multisites étaient de simples stimulateurs cardiaques dont la sortie ventriculaire était dédoublée, permettant de brancher deux sondes à ce niveau.
Les premières études se sont surtout attachées à démontrer l’efficacité de la stimulation multisite pour soulager les symptômes. Ainsi, on voit s’améliorer le périmètre de marche, les scores de qualité de vie et la classe NYHA.
Par la suite, il a été montré l’amélioration de critères plus objectifs tels que la VO2max et à un moindre degré la fraction d’éjection. Parallèlement le nombre d’hospitalisations pour décompensation cardiaque congestive est réduit.
Enfin, en 2009, l’étude Care-HF a montré une réduction de la mortalité par la stimulation multisite

## L'asynchronisme de contraction
Le ventricule gauche se contracte idéalement de manière synchrone, c'est-à-dire, chaque paroi de manière simultanée.
Lorsqu'une ou plusieurs parois se contractent de manière retardée, l'efficacité mécanique est bien moindre et le débit cardiaque peut chuter de ce fait.
Cet asynchronisme se traduit de manière électrique par un bloc de branche sur l'électrocardiogramme, c'est-à-dire, par un élargissement du QRS, onde en rapport avec la dépolarisation des ventricules.
En imagerie, cet asynchronisme peut être directement visualisé en échocardiographie ou en scintigraphie. Il peut être quantifié suivant plusieurs modalités. On définit ainsi un asynchronisme interventriculaire correspondant à un retard de vidange d'un ventricule par rapport à l'autre, et un asynchronisme intraventriculaire correspondant à un retard de contraction d'une des parois du ventricule gauche.
En pratique, la largeur du QRS sur l'électrocardiogramme (témoin électrique de la dépolarisation des ventricules) est le seul critère ayant prouvé, pour l'instant, un intérêt prédictif sur l'efficacité d'une resynchronisation.

## Indication
Les indications ont fait l'objet de recommandations européennes publiées en 2021 et américaines, publiées en 2008 et actualisées en 2012.
Les résultats de la resynchronisation cardiaque sont parfois inconstants avec un certain nombre de patients qualifiés de « non répondeurs » pour lesquels ce type de traitement ne semble pas fournir de bénéfice. Le problème est donc de sélectionner les patients qui ont le plus de chance d'être « répondeurs ».
L'indication type est celle d'un insuffisant cardiaque symptomatique (c'est-à-dire se plaignant d'un essoufflement ou d'œdèmes des membres inférieurs) avec un élargissement du QRS sur l'électrocardiogramme (de type bloc de branche gauche) supérieur à 150 ms. Le risque d'échec de ce type de traitement est majoré en cas de bloc de branche droit. l'indication peut également être portée lorsqu'un stimulateur cardiaque doit être mis en place pour des raisons rythmiques, chez un patient en insuffisance cardiaque qui risque de dépendre de sa pile.
La resynchronisation cardiaque peut être également proposée chez un patient quasi-asymptomatique s'il a une dysfonction ventriculaire gauche sévère (fraction d'éjection inférieure à 35 % et un bloc de branche gauche).
Bien que cela ne soit pas une indication reconnue, la resynchronisation pourrait avoir un intérêt chez les patients ayant une dysfonction systolique modérée et pour lesquels une stimulation cardiaque est indiquée en raison d'un bloc atrio-ventriculaire permanent.

## Matériel et technique de pose
Les stimulateurs actuels comportent trois sorties pouvant être réglées séparément, une à destination de l'oreillette droite, l'autre au ventricule droit et la dernière au ventricule gauche. Dans les défibrillateurs multisites, la sonde ventriculaire droite fait office de sonde de défibrillation.
Les sondes auriculaire (dans l'oreillette) et ventriculaire droite sont posées suivant la même technique que pour un stimulateur cardiaque classique. La sonde ventriculaire gauche doit être positionnée, sous scopie dans le sinus coronaire (correspondant au réseau veineux du système vasculaire coronarien. Il s'abouche dans l'oreillette droite un peu en dessous de la valve tricuspide). La mise en place de cette dernière est l'étape la plus longue et délicate. Les sondes de stimulation ventriculaire gauches sont spécifiques. Elles sont en général préformées en queue de cochon par exemple pour assurer une relative stabilité dans la veine. Certaines peuvent être « tractées » sur un fin guide d’angioplastie pour progresser dans le réseau veineux souvent tortueux et fin.
Il est impossible, du fait des variations anatomiques de garantir un taux de succès d’implantation de 100 %. Celui-ci est estimé dans les différentes séries entre 85 et 90 %. Éventuellement, d’autres techniques peuvent être proposées, par voie chirurgicale par exemple.
Le bon positionnement des sondes est vérifié par une radiographie ainsi que par l'électrocardiogramme qui doit montrer un affinement des QRS. Ce positionnement est important pour avoir le meilleur résultat possible. Ainsi l'écart entre les deux sondes (ventriculaire droite et gauche) doit être maximalet la sonde ventriculaire gauche doit éviter d'être mise en position apicale.
Pour que la resynchronisation soit efficace, il faut naturellement que l'activation des ventricules se fasse uniquement par l'intermédiaire de la pile (électroentraînement permanent). La prescription de médicaments ralentissant la conduction atrio-ventriculaire est souvent nécessaire dans ce but. Dans certains cas, une déconnexion de la jonction auriculo-ventriculaire par ablation par radiofréquence du faisceau de His doit être faite.
Le boîtier peut être muni d'un système de surveillance par télémédecine par l'intermédiaire d'une valise dialoguant avec celui-ci et avec le centre implanteur grâce à une ligne téléphonique sans fil dédiée. Le médecin peut ainsi être prévenu de tout évènement particulier concernant la pile (dysfonction d'une sonde, survenue d'un trouble rythmique...).

### Techniques alternatives
Les sondes peuvent être aussi positionnés à la surface du coeur (électrodes épicardiques) au cours d'une intervention chirurgicale sous anesthésie générale.
La stimulation de la branche gauche du faisceau de His nécessite le positionnement que d'une seule sonde ventriculaire. Les résultats sont équivalents, voire supérieurs à la resynchronisation classique, avec un risque moinde d'arythmie. 

## Complications et surveillance
Les complications sont celles de la pose d'un stimulateur cardiaque : problèmes infectieux, hématome local, déplacement d'une ou plusieurs sondes.
La surveillance se fait par le positionnement d'une antenne au niveau de la peau, au-dessus du boîtier du stimulateur, permettant l'interrogation et le réglage des différents paramètres de ce dernier. Outre les fonctions classiques d'un stimulateur et/ou défibrillateur, la chronologie de stimulation des deux ventricules peut être adaptée, soit sur l'aspect de l'électrocardiogramme, soit en tentant de minimiser l'asynchronisme à l'échocardiographie. Le réglage doit être optimisé de manière que le stimulateur cardiaque marche en permanence. Cela peut être fait, soit en raccourcissant le délai entre la détection atriale et l'impulsion vers les ventricules, soit en administrant un médicament ralentissant la fréquence cardiaque et/ou le délai de conduction entre l'atrium et les ventricules. Si nécessaire une ablation du nœud atrioventriculaire par radiofréquence peut être proposée si le patient est en fibrillation atriale insuffisamment ralentie.
Les précautions d'emploi (contre-indication à l'utilisation de plaques à induction pour la cuisson, précautions lors de l'emploi d'un téléphone mobile…) sont les mêmes que pour un stimulateur cardiaque normal.

## Résultats
La stimulation multisite, lorsqu'elle est indiquée, améliore les symptômes de l'insuffisance cardiaque : moins d'essoufflement, moins d'œdèmes des membres inférieurs, qualité de vie augmentée. Elle diminue le risque de survenue de décompensation et améliore les paramètres de fonction cardiaque chez les patients en insuffisance cardiaque, même pour les patients, initialement peu ou pas symptomatiques,. Elle abaisserait également la mortalité chez les patients très symptomatiques mais pas à court terme chez les patients peu ou pas symptomatiques, lé bénéfice n'étant visible qu'à plus long terme.
Les résultats sont corrélés au pourcentage de cycles cardiaques resynchronisés.